# Anopheles freeborni
Anopheles freeborni — вид малярійних комарів. Поширений в США, Канаді, Мексиці. Личинки розвиваються в канавах, рисових полях протягом 7— 16 днів.

## Значення
Цей вид є основним переносником малярії в пустельних і напівпустельних районах західної частини США.